# Atimia vandykei
Atimia vandykei är en skalbaggsart som beskrevs av Linsley 1939. Atimia vandykei ingår i släktet Atimia och familjen långhorningar. Inga underarter finns listade.